# Anna Winteler
Anna Winteler (* 5. November 1954 in Lausanne) ist eine Schweizer Performance-, Video- und Installationskünstlerin. Sie gilt als Pionierin der Schweizer Videokunst.

## Leben und Werk
Anna Winteler absolvierte in London und Cannes eine Musik- und Theaterausbildung. Anschliessend liess sie sich von 1974 bis 1977 in Stuttgart, Berlin und Paris  zur klassischen Balletttänzerin ausbilden. Bei einem Workshop mit Merce Cunningham lernte sie den Umgang mit der Videokamera.
Ende der 1970er-Jahre trat sie in Basel als Autodidaktin im Bereich bildende Kunst in Erscheinung. In den 1980er-Jahren war Winteler eine der bedeutendsten Schweizer Video- und Performancekünstlerinnen. Anna Winteler unterrichtete von 1980 bis 1991 in Workshops Körperarbeit, Kameraarbeit sowie Improvisation an der Schule für Gestaltung in Basel. Zudem unterrichtete sie von 1987 bis 1991 an der ersten Fachklasse für freie Kunst an der Schule für Gestaltung in Bern.
Anna Winteler erhielt 1981 ein Kiefer Hablitzel Stipendium sowie 1983 und 1984 ein eidgenössisches Kunststipendium. 1984 arbeitete sie während der Sommermonate auf einer Alp in Val Maighels und begann ihre Rede der Berge ans Meer zu schreiben. Anna Winteler nahm 1986 an der Biennale di Venezia teil und erhielt 1988 den Manor Kunstpreis. Zudem erwarb der Kunstkredit Basel-Stadt Werke von ihr.
Von 1991 bis 1994 absolvierte Anna Winteler im ehemaligen Kantonsspital Basel eine Physiotherapieausbildung. Als selbstständige Physiotherapeutin arbeitete sie seit 1998 in Basel. 2019 zeigte das Kunsthaus Baselland in einer Retrospektive Arbeiten von Anna Winteler.